# Wargnies-le-Petit
Wargnies-le-Petit è un comune francese di 802 abitanti situato nel dipartimento del Nord nella regione dell'Alta Francia.

## Società

### Evoluzione demografica
Abitanti censiti